# Вольфганг Гейда
Вольфганг Гейда (нім. Wolfgang Heyda; 14 листопада 1913, Арис — 21 серпня 1947, Кіль) — німецький офіцер-підводник, корветтен-капітан крігсмаріне.

## Біографія
В 1932 році вступив на флот. Служив на легкому крейсері «Кельн» і важкому крейсері «Адмірал Шеер». В квітні 1940 року перейшов у підводний флот. З 26 листопада 1940 по 19 травня 1941 року — командир підводного човна U-120, з 21 червня 1941 року — U-434. 2 листопада вийшов у свій перший і останній похід. 18 грудня 1941 року U-434 був потоплений в Північній Атлантиці північніше Мадейри (36°15′ пн. ш. 15°48′ зх. д.) глибинними бомбами британських есмінців Бленклі та Стенлі. 2 члени екіпажу загинули, 42 (включаючи Гейду) були врятовані і взяті в полон.
Гейда утримувався в таборі Бауманвіль в Онтаріо. В жовтні 1942 року взяв участь в табірному повстанні, відомому як Бауманвільська битва. Під час повстання Гейда виліз на електричний стовп і перестрибнув через колючий дріт, після чого подолав 1400 кілометрів до Нью-Брансвіка, де його мав підібрати підводний човен U-536. На пляжі Гейду схопили канадські військові, а U-536 був атакований кораблями і відступив в Атлантику. Гейда був доставлений в Бауманвіль, звідки був звільнений в травні 1947 року. Через 3 місяці він помер від поліомієліту в клініці Кільського університету.

## Звання
- Морський кадет (4 листопада 1932)
- Оберфенріх-цур-зее (1 вересня 1935)
- Лейтенант-цур-зее (1 січня 1936)
- Оберлейтенант-цур-зее (1 жовтня 1937)
- Капітан-лейтенант (1 березня 1940)
- Корветтен-капітан (1 серпня 1944)

## Нагороди
- Медаль «За вислугу років у Вермахті» 4-го класу (4 роки)